# Atul Gawande
Atul Gawande (nacido el 5 de noviembre de 1965) es un cirujano, escritor e investigador de salud pública estadounidense.  Practica cirugía general y endocrina en el Brigham and Women's Hospital en Boston, Massachusetts.  
Es profesor en el Departamento de Política y Gestión de la Salud de la Escuela de Salud Pública TH Chan de Harvard  y Profesor de Cirugía Samuel O. Thier en la Escuela de Medicina de Harvard. En salud pública, es director ejecutivo de Ariadne Labs, un centro conjunto para la innovación de sistemas de salud, y presidente de Lifebox, una organización sin fines de lucro que trabaja para reducir las muertes en cirugía a nivel mundial.El 20 de junio de 2018, Gawande fue nombrado CEO de la empresa de atención médica Haven, propiedad de Amazon, Berkshire Hathaway y JP Morgan Chase, renunció como CEO en mayo de 2020, permaneciendo como presidente ejecutivo mientras la organización buscaba un nuevo CEO.
Ha escrito extensamente sobre medicina y salud pública para The New Yorker y Slate , y es autor de los libros Complications: A Surgeon's Notes on an Imperfect Science;  Notas de un cirujano sobre el rendimiento ; El Manifiesto de la Lista de Verificación y Ser mortal: la medicina y lo que importa al final.
El 9 de noviembre de 2020 fue nombrado, por  presidente electo Joe Biden, miembro del  Consejo Asesor COVID-19.

## Biografía
Gawande nació el 5 de noviembre de 1965, en Brooklyn, Nueva York, de inmigrantes indios marathi en los Estados Unidos, ambos médicos. Su familia pronto se mudó a Athens, Ohio, donde él y su hermana crecieron, y se graduó de Athens High School en 1983.
Gawande obtuvo una licenciatura en biología y ciencias políticas de la Universidad de Stanford en 1987. Como becario Rhodes, obtuvo una maestría en Filosofía, Política y Economía (PPE) de Balliol College, Oxford en 1989. Se graduó con un Doctorado en Medicina de la Facultad de Medicina de Harvard en 1995, y obtuvo una Maestría en Salud Pública de la Facultad de Salud Pública de Harvard en 1999. [5] Completó su capacitación de residencia en cirugía general, nuevamente en Harvard, en el Brigham and Women's Hospital, en 2003. 

## Libros
Gawande publicó su primer libro, Complications: A Surgeon's Notes on an Imperfect Science (Complicaciones: Confesiones de un cirujano sobre una ciencia imperfecta [Conjeturas]) , que contiene versiones revisadas de 14 de sus artículos para Slate y The New Yorker , en 2002.Fue finalista del National Book Award.
Su segundo libro, Better: A Surgeon's Notes on Performance , fue publicado en abril de 2007. Analiza tres virtudes que Gawande considera más importantes para el éxito en la medicina: la diligencia, el hacer el bien y el ingenio. Gawande ofrece ejemplos en el libro de personas que han encarnado estas virtudes. El libro se esfuerza por presentar múltiples aspectos de cuestiones médicas controvertidas, como la ley de negligencia en los EE. UU., El papel de los médicos en la pena capital y la variación del tratamiento entre hospitales.
Gawande publicó su tercer libro, El manifiesto de la lista de verificación: cómo hacer las cosas bien , en 2009. Se analiza la importancia de la organización y la planificación previa (como listas de verificación completas ) tanto en la medicina como en el mundo en general. El Manifiesto de la lista de verificación llegó a la lista de libros más vendidos de no ficción de tapa dura del New York Times en 2010.
Being Mortal: Medicine and What Matters in the End se lanzó en octubre de 2014 y se convirtió en el éxito de ventas número uno del New York Times. Se analizan las opciones para el final de la vida acerca de la vida asistida y el efecto de los procedimientos médicos en las personas con enfermedades terminales. El libro fue la base de un documental para la serie de televisión de PBS "Frontline" y se emitió por primera vez el 10 de febrero de 2015.